# ТЕЦ Зофювка
49°57′52″ пн. ш. 18°37′36″ сх. д. / 49.96444° пн. ш. 18.62667° сх. д.
ТЕЦ Зофювка – теплоелектроцентраль на півдні Польщі, за чотири десятки кілометрів на південний захід від Катовиць.
З 1969-го у Ястшембе-Здруй діяла вугільна шахта Зофювка, для забезпечення потреб якої в 1971-му змонтували два вугільні водогрійні котли WP-40 потужністю по 47 МВт, постачені рацибузькою компанією Rafako (в 1979-му додали третій котел цього ж типу). А в 1973 – 1974 роках об’єкт перетворили на теплоелектроцентраль, для чого змонтували два парові котла ОР-140 тієї ж компанії та дві турбіни ТС-32 потужністю по 32 МВт, виготовлені на заводі Zamech у Ельблонгу.
В 2018-му на майданчику станції став до ладу новий енергоблок з турбіною Siemens потужністю 75 МВт. Він має котел з циркулюючим киплячим шаром австрійської компанії Andritz, який використовує суміш вугілля, біомаси та шахтного метану, отриманого під час дегазації підземних виробіток. Теплова потужність цього блоку становить 110 МВт.
Також в роботі залишили один котел OP-140 з турбіною ТС-32. Разом з водогрійними котлами – вугільним WP-70 і газовим PWPg-6 – станція забезпечує електричну та теплову потужність у 113 МВт та 279 МВт відповідно. 
В 2015-му на станції для видалення продуктів згоряння встановили димар висотою 90 метрів.